# 聞人
聞人（ぶんじん）は、漢姓のひとつ。『百家姓』の415番目。

## 由来
『荀子』宥坐篇によると、春秋時代の魯の大夫であった少正卯は聞人（世に聞こえた名声の高い人）であったが、孔子は司寇になって7日めに、少正卯に五悪があるとして誅殺した。聞人姓はこの少正卯の子孫であるという。

## 著名な人物
- 聞人詮（中国語版） - 明の学者。王陽明の門人。

### 架空の人物
- 聞人千秋 - 布袋戯霹靂シリーズの登場人物。
- 聞人羽（中国語版） - 古剣奇譚2（中国のロールプレイングゲーム）のヒロイン。